# Super nombre d'or
En mathématiques, le super nombre d'or (ou proportion super dorée, supergolden ratio en anglais) est une proportion géométrique proche de 85/58 . Sa valeur exacte est la solution réelle de l'équation {\displaystyle x^{3}=x^{2}+1}.
L'appellation super nombre d'or résulte de l'analogie avec le nombre d'or, solution positive de l'équation {\displaystyle x^{2}=x+1}.

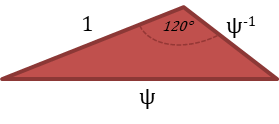
Un triangle dont les côtés ont des longueurs et a un angle de 120 degrés exactement.

## Définition
Le super nombre d'or peut se définir comme le rapport a/b entre deux quantités strictement positives a et b vérifiant {\displaystyle \left({\frac {a}{b}}\right)^{2}={\frac {a}{b}}+{\frac {b}{a}}} avec {\displaystyle {\frac {a}{b}}=\psi }.
Ceci s'écrit {\displaystyle \psi ^{2}=\psi +{\frac {1}{\psi }}}, ou {\displaystyle \psi ^{3}=\psi ^{2}+1}. 
La notation choisie pour ce nombre est la même que celle du nombre plastique vérifiant, lui : {\displaystyle \psi ^{3}=\psi +1}.
Le super nombre d'or est donc le nombre algébrique de degré 3 unique racine réelle du polynôme {\displaystyle X^{3}-X^{2}-1}.
Son développement décimal est {\displaystyle 1,465\,571\,231\,876\,768...} suite A092526 de l'OEIS.
Le polynôme minimal de son inverse est  {\displaystyle X^{3}+X-1}  ce qui permet, via la formule de Cardan, d'obtenir la valeur exacte :
{\displaystyle 1/\psi ={\sqrt[{3}]{w_{1}}}+{\sqrt[{3}]{w_{2}}}} où {\displaystyle w_{1,2}=\left(1\pm {\frac {1}{3}}{\sqrt {\frac {31}{3}}}\right)/2}.
On a aussi les expressions :
{\displaystyle \psi ={\frac {1}{3}}+{\frac {2}{3}}\cos \left({\frac {1}{3}}\arccos {\frac {29}{2}}\right)} et {\displaystyle 1/\psi ={\frac {2}{\sqrt {3}}}\sinh \left({\frac {1}{3}}\operatorname {arsinh} \left({\frac {3{\sqrt {3}}}{2}}\right)\right).}
⁠{\displaystyle 1/\psi } est le point fixe super stable de la fonction {\displaystyle x\mapsto {\frac {2x^{3}+1}{3x^{2}+1}}=x-{\frac {x^{3}+x-1}{3x^{2}+1}}} (méthode de Newton).
L'itération {\displaystyle x\gets {\sqrt[{3}]{1+x^{2}}}} aboutit au radical imbriqué :
{\displaystyle \psi ={\sqrt[{3}]{1+{\sqrt[{3/2}]{1+{\sqrt[{3/2}]{1+\cdots }}}}}}} .
D'après les relations entre coefficients et racines, les deux autres racines de {\displaystyle X^{3}-X^{2}-1} sont {\displaystyle r,{\overline {r}}} vérifiant  {\displaystyle r+{\overline {r}}=1-\psi =-{\frac {1}{\psi ^{2}}},r{\overline {r}}=1/\psi } ; elles sont donc de module {\displaystyle {\frac {1}{\sqrt {\psi }}}<1}. Par l'équation caractéristique  {\displaystyle r^{2}+r/\psi ^{2}+1/\psi =0}, on obtient  {\displaystyle r=\left(-1+i{\sqrt {4\psi ^{2}+3}}\right)/2\psi ^{2}}.

## Propriétés

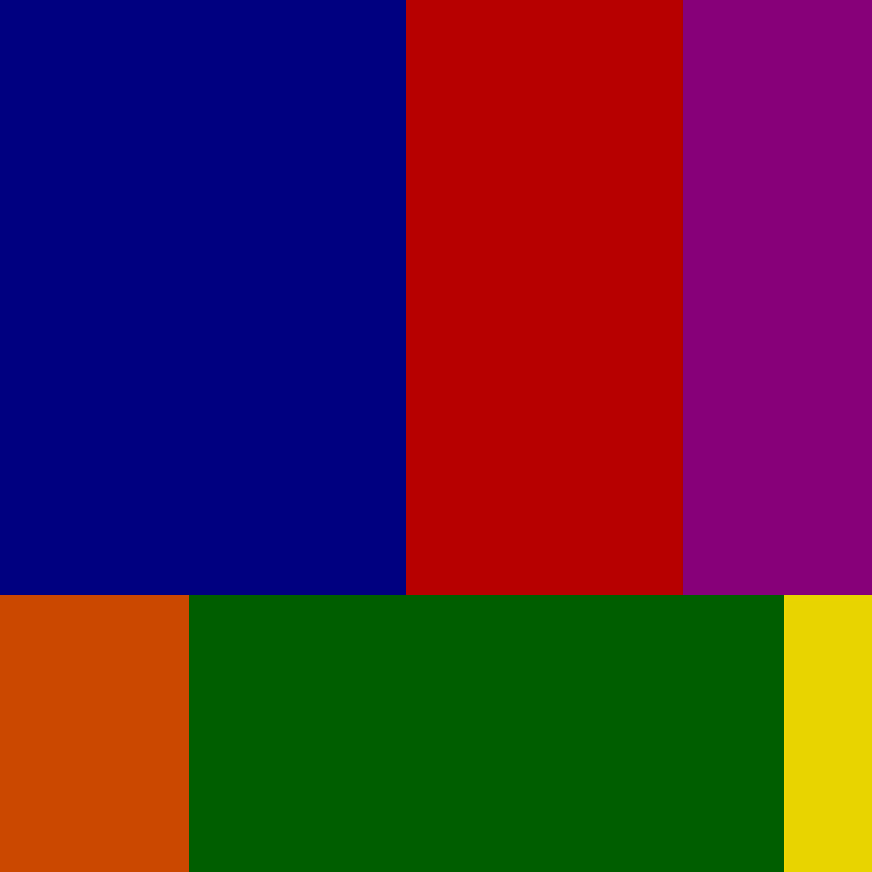
Des rectangles aux proportions et (de gauche à droite) pavent le carré.

Le super nombre d'or {\displaystyle \psi } possède plusieurs propriétés similaires à celles du nombre d'or {\displaystyle \varphi }. Il s'exprime par exemple comme somme de série géométrique.
{\displaystyle \psi =\sum _{n=0}^{\infty }{\frac {1}{\psi ^{3n}}}} et {\displaystyle \,\psi ^{2}=2\sum _{n=0}^{\infty }{\frac {1}{\psi ^{7n}}},}
formules similaires à celle concernant le nombre d'or :
{\displaystyle \varphi =\sum _{n=0}^{\infty }{\frac {1}{\varphi ^{2n}}}}  .
De plus, {\displaystyle 1+\varphi ^{-1}+\varphi ^{-2}=2}, alors que {\displaystyle \sum _{n=0}^{7}\psi ^{-n}=3.}
Pour tout entier {\displaystyle n} on a :
{\displaystyle {\begin{aligned}\psi ^{n}&=\psi ^{n-1}+\psi ^{n-3}\\&=\psi ^{n-2}+\psi ^{n-3}+\psi ^{n-4}\\&=\psi ^{n-2}+2\psi ^{n-4}+\psi ^{n-6}.\end{aligned}}}
Le nombre{\displaystyle \;\theta =\operatorname {arcsec}(2\psi ^{4})\;} vérifie {\displaystyle \;\tan \theta -4\sin \theta =3{\sqrt {3}}} .
Voici les développements en fraction continue simple de quelques puissances entières de {\displaystyle \psi } :
{\displaystyle \psi ^{-1}=[0;1,2,6,1,3,5,4,22,...]\approx 0,6823} ( 13/19 )
{\displaystyle \ \psi ^{0}=[1]}
{\displaystyle \ \psi ^{1}=[1;2,6,1,3,5,4,22,1,...]\approx 1,4656} ( 22/15 ) ,  A369346.
{\displaystyle \ \psi ^{2}=[2;6,1,3,5,4,22,1,1,...]\approx 2,1479} ( 15/7 ) :
{\displaystyle \ \psi ^{3}=[3;6,1,3,5,4,22,1,1,...]\approx 3,1479} ( 22/7 )
{\displaystyle \ \psi ^{4}=[4;1,1,1,1,2,2,1,2,2,...]\approx 4,6135} ( 60/13 )
{\displaystyle \ \psi ^{5}=[6;1,3,5,4,22,1,1,4,...]\approx 6,7614} ( 115/17 )
Remarquons que le développement de {\displaystyle \psi ^{2}}commence par une permutation des six premiers entiers naturels ; le terme suivant est égal à leur somme + 1.
Le super nombre d'or est le quatrième nombre de Pisot . Puisque le module {\displaystyle 1/{\sqrt {\psi }}} de ses conjugués algébriques est strictement inférieur à 1, les puissances de ⁠{\displaystyle \psi } génèrent des nombres presque entiers. Par exemple: {\displaystyle \psi ^{11}=67,000222765...\approx 67+1/4489}.

## Suite de Narayana
La suite de Narayana est une suite récurrente issue d'un problème posé par le mathématicien indien du XIVe siècle Narayana Pandita , problème demandant de calculer le nombre de vaches et de veaux au bout de 20 ans, dans un troupeau où chaque vache donne naissance à un veau chaque année à partir de l'âge de trois ans, en débutant par une vache la première année.
Il s'agit donc d'une généralisation de la suite de Fibonacci avec changement du délai de gestation.
La suite de Narayana joue un rôle important dans le codage des données, la cryptographie et la combinatoire. Par exemple, Le nombre de compositions de l'entier {\displaystyle n} en sommants égaux à 1 ou 3 est égal au {\displaystyle n}-ième nombre de Narayana.
La suite de Narayana est définie par la relation de récurrence linéaire du troisième ordre :
{\displaystyle N_{n}=N_{n-1}+N_{n-3}} pour {\displaystyle n\geqslant 3} ,
avec les valeurs initiales :
{\displaystyle N_{0}=N_{1}=N_{2}=1} .
Les premiers termes en sont 1, 1, 1, 2, 3, 4, 6, 9, 13, 19, 28, 41, 60, 88,... . Elle est répertoriée comme suite A000930 de l'OEIS. Le rapport limite entre deux termes consécutifs est le super nombre d'or.
Les 11 premiers indices {\displaystyle n} pour lesquels {\displaystyle N_{n}} est premier sont {\displaystyle n} = 3, 4, 8, 9, 11, 16, 21, 25, 81, 6241, 25747,  suite A170954 de l'OEIS. Le dernier nombre comporte 4274 chiffres décimaux.
La suite peut être étendue aux indices négatifs en utilisant la relation :
{\displaystyle N_{n}=N_{n+3}-N_{n+2}} .
La fonction génératrice de la suite de Narayana est donnée par :
{\displaystyle {\frac {1}{1-x-x^{3}}}=\sum _{n=0}^{\infty }N_{n}x^{n}} pour {\displaystyle x<1/\psi }.
Les termes de la suite de Narayana sont reliés aux coefficients binomiaux par l'expression :
{\displaystyle N_{n}=\sum _{k=0}^{\lfloor n/3\rfloor }{n-2k \choose k}} .
L' équation caractéristique de la récurrence est {\displaystyle x^{3}-x^{2}-1=0}  dont les solutions sont {\displaystyle \psi ,r,{\overline {r}}} .  La suite de Narayana s'obtient par la formule de Binet  :  
{\displaystyle N_{n-2}=a\psi ^{n}+br^{n}+c{\overline {r}}^{n}}, avec {\displaystyle a} réel, et  {\displaystyle b,c} complexes conjugués solutions de {\displaystyle 31x^{3}+x-1=0} .
Comme {\displaystyle \left\vert br^{n}+c{\overline {r}}^{n}\right\vert <1/{\sqrt {\psi ^{n}}}} , le nombre {\displaystyle N_{n}} est l'entier le plus proche de {\displaystyle a\,\psi ^{n+2}}, pour {\displaystyle n\geqslant 0}, avec {\displaystyle a=\psi /(\psi ^{2}+3)=} 0,2846930799 75318 50274 74714....
Les nombres de Narayana sont obtenus par les puissances entières n > 3 de la matrice compagnon de l'équation caractéristique, de valeurs propres {\displaystyle \psi ,r,{\overline {r}}} :  {\displaystyle Q={\begin{pmatrix}1&0&1\\1&0&0\\0&1&0\end{pmatrix}}} ; on a en effet :
{\displaystyle Q^{n}={\begin{pmatrix}N_{n}&N_{n-2}&N_{n-1}\\N_{n-1}&N_{n-3}&N_{n-2}\\N_{n-2}&N_{n-4}&N_{n-3}\end{pmatrix}}}.
La trace de {\displaystyle Q^{n}} est égale à {\displaystyle A_{n}=\psi ^{n}+r^{n}+{\overline {r}}^{n}} , donnant une suite vérifiant la même relation de récurrence que la suite de Narayana, et liée à celle-ci par la relation {\displaystyle A_{n}=N_{n}+2N_{n-3}} .
Les premiers termes en sont 3, 1, 1, 4, 5, 6, 10, 15, 21, 31, 46, 67, 98, 144,... suite A001609 de l'OEIS ; {\displaystyle A_{n}=\left\lfloor \psi ^{n}\right\rceil } où {\displaystyle \left\lfloor x\right\rceil } est l'entier le plus proche de {\displaystyle x}, à partir de {\displaystyle n=6}.
Cette suite associée au super nombre d'or est à la suite de Naranaya ce qu'est la suite de Perrin à la suite de Padovan, qui sont, elles, associées au nombre plastique.
Cette suite sans nom particulier possède la propriété de Fermat : si {\displaystyle p} est premier, {\displaystyle A_{p}\equiv A_{1}{\bmod {p}}}  (conséquence de la propriété :{\displaystyle \operatorname {Trace} (A^{p})\equiv \operatorname {Trace} (A)} valable pour toute matrice à coefficients entiers). 
La réciproque est fausse, mais le petit nombre de nombres pseudo-premiers impairs {\displaystyle n} vérifiant {\displaystyle \,n\mid (A_{n}-1)} rend cette suite intéressante. Les 8 nombres composés impairs inférieurs à {\displaystyle 10^{8}} passant le test sont {\displaystyle n} = 1155, 552599, 2722611, 4822081, 10479787, 10620331, 16910355, 66342673.

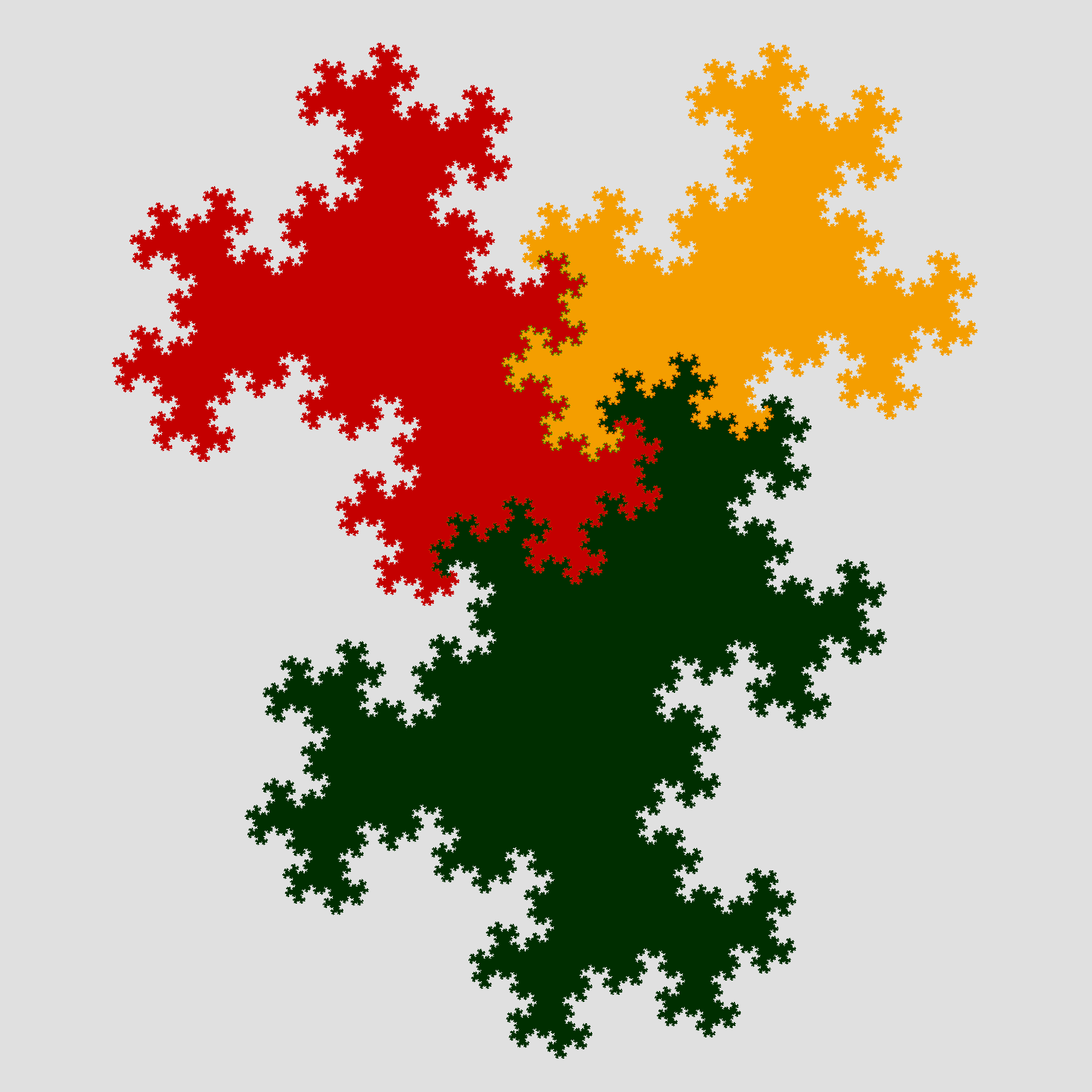
Un fractal de Rauzy "super doré" de type a ↦ ab, avec des aires comme ci-dessus. La limite fractale a une dimension de Minkowski-Bouligand égale à 1,50.

### Mot de Naranaya
La matrice {\displaystyle Q} ⁠peut être interprétée comme matrice d'incidence d'un L-système de Lindenmayer sur l'alphabet {\displaystyle \{a,b,c\}} avec la règle de substitution ⁠:
{\displaystyle {\begin{cases}a\;\mapsto \;ab\\b\;\mapsto \;c\\c\;\mapsto \;a\end{cases}}}
et l'initiateur {\displaystyle w_{0}=b}. La suite de mots produits en itérant cette substitution a la propriété que le nombre de c, de b et de a est égal aux nombres de Narayana successifs. Les longueurs de ces mots sont {\displaystyle l(w_{n})=N_{n}.}
On peut associer à ce processus de réécriture de chaîne un ensemble compact composé de tuiles auto-similaires appelé fractale de Rauzy. Il visualise les informations combinatoires contenues dans une suite de trois lettres à générations multiples.

## Super rectangle d'or

Super rectangles d'or imbriqués avec des diagonales perpendiculaires et des longueurs de côté en puissances de.

Un super rectangle d'or est un rectangle dont les longueurs des côtés sont dans le rapport {\displaystyle \psi }.
Par rapport au rectangle d'or, le super rectangle d'or présente un degré d'auto-similarité supplémentaire.
Un rectangle de largeur 1 et de longueur {\displaystyle \psi } a pour longueur de diagonale {\displaystyle {\sqrt {\psi ^{3}}}} (car {\displaystyle 1+\psi ^{2}=\psi ^{3}} ). Les triangles formés par la diagonale ont des hauteurs égales à {\displaystyle 1/{\sqrt {\psi }}\,;} chaque pied de ces hauteurs divise la diagonale dans le rapport {\displaystyle \psi ^{2}}.
Sur le côté gauche, découpez un carré de côté 1 et marquez l'intersection avec la diagonale descendante. Le rectangle restant a maintenant un rapport hauteur/largeur égal à {\displaystyle \psi ^{2}:1} (car {\displaystyle \psi -1=\psi ^{-2}} ). Divisez le rectangle original en quatre parties par une deuxième coupe horizontale passant par le point d'intersection ,. Le rectangle sous la diagonale a un rapport hauteur/largeur {\displaystyle \psi ^{3}}. Les trois autres sont tous des super rectangles d'or, avec un quatrième entre les pieds des hauteurs. Le rectangle parent et les quatre copies mises à l'échelle ont des tailles linéaires dans les rapports {\displaystyle \psi ^{3}:\psi ^{2}:\psi :\psi ^{2}-1:1,} les aires des rectangles opposés à la diagonale sont toutes deux égales à {\displaystyle 1/\psi ^{3}}.
⁠Dans le super rectangle d'or au-dessus de la diagonale, le processus est répété à une échelle de {\displaystyle 1:\psi ^{2}}.

### Super spirale d'or

Super spirales d'or avec différents rayons initiaux sur un super rectangle d'or.

Une super spirale d'or est une spirale logarithmique dont la distance au centre augmente d'un facteur {\displaystyle \psi } à chaque quart de tour. Elle a pour équation polaire {\displaystyle r(\theta )=a\exp(k\theta ),} avec un rayon initial {\displaystyle a} et un paramètre {\displaystyle k={\frac {2\ln(\psi )}{\pi }}.} Si on la trace dans un super rectangle d'or, la super spirale d'or a son pôle au pied de la hauteur d'un triangle sur la diagonale et passe par les sommets de rectangles de rapport hauteur/largeur {\displaystyle \psi } qui sont alignés orthogonalement et mis à l'échelle successivement d'un facteur {\displaystyle 1/\psi }.